# Снежное регби
Снежное регби (англ. snow rugby) — спортивная командная игра с овальным мячом, который игроки каждой команды, передавая друг другу руками и ногами, причём пас руками осуществляется только назад, стараются приземлить в зачётном поле, в отличие от классического регби ворота в игре, как правило, не используются. Также к основным отличиям относятся меньший размер игрового поля, меньшее количество игроков, упрощённый подсчёт очков. Снежное регби получило своё распространение в горных районах Аргентины, на севере США и Канады, в индийском штате Кашмир, странах Балтии, Скандинавии и России.
В отличие от других видов регби (регби-15, регби-7), в снежном регби нет единого управляющего органа и, соответственно, единых унифицированных правил игры. Правила снежного регби копируют правила пляжного регби.

## Распространенные правила игры

### Размер поля
Размеры поля определяются непосредственно организаторами соревнований, и как правило варьируются от 30-50 метров в длину и 25-30 в ширину. Границы игрового поля отмечаются пластиковой лентой или яркой веревкой.

### Количество игроков
В зависимости от лиг и турниров количество игроков в поле варьируется от 4 до 7, количество запасных игроков от 3 до 7, количество замен по ходу игры не ограничено, проходят замены «на лету», по тому же принципу как и в хоккее.

### Мяч
Для игры используются стандартные регбийные мячи 4-го и 5-го размера.

### Подсчет очков
Система подсчета очков в снежном регби упрощена, так как ворота на игровом поле отсутствуют, за каждую проведенную попытку команда получает одно очко. Иногда в случае ничейного результата игра ведется до первого набранного очка в дополнительно время.

### Игровое время
Как правило, игра разделена на два тайма по 5-7 минут с перерывом между таймами 1-3 минуты, в случаях ничейного результата иногда играется дополнительное время на усмотрение организаторов.

## Международные соревнования
21 и 22 декабря 2019 года в России прошёл первый чемпионат Европы по снежному регби среди мужчин и женщин. В каждом турнире участвовали по 8 команд. Россия выиграла оба чемпионата.